# 신치범
신치범(愼致範, 1946년 2월 20일 ~ 2016년 7월 1일)은 대한민국의 정치인이다. 제9대 전라북도의원을 지냈으며, 제4·5·6대 전라북도 전주시의원이었다.

## 학력
- 전주영생고등학교 졸업
- 전주대학교 경영학 학사 졸업

### 비학위 수료
- 전주대학교 행정대학원 정치외교학과 석사 졸업

## 경력
- 전주대학교 행정대학원 원우회 회장
- 전북 시·군의장단 협의회 회장
- 전국 의장협의회 부회장
- 전주시 YMCA 회장
- 전주시 배구협회 회장
- 전국자전거사랑회 전북본부 부본부장
- 전북웅변협회 전주지부 회장
- 영생고등학교 총동창회 부회장
- 재전 진안향우회 운영위원
- 전일라이온스 회원
- 민주평화통일자문회의 전주시 협의회 고문
- 전주시 지체장애우협회회원 5급 고문
- (재)한국산업관계연구원 연구위원
- 호남 환경감시단 부총재
- 신일중학교 운영위원장
- 충·효·예 실천운동본부 전북지부 고문
- 평화민주당 중앙대의원
- 평화민주당 전북도당 전주시 갑 지구당 사무국장
- 1991.04 ~ 1995.06 제4대 전라북도 전주시의회 의원
- 1991.04 ~ 1993.07 제4대 전라북도 전주시의회 전반기 총무위원회 위원
- 1991.04 ~ 1993.07 제4대 전라북도 전주시의회 전반기 내무위원회 위원
- 1991.04 ~ 1993.07 제4대 전라북도 전주시의회 전반기 의회운영위원회 위원
- 1991.04 ~ 1993.07 제4대 전라북도 전주시의회 전반기 예산결산특별위원회 위원
- 1992.02 ~ 1992.03 제4대 전라북도 전주시의회 관권부정선거방지대책특별위원회 위원
- 1993.11 ~ 1993.12 제4대 전라북도 전주시의회 행정사무감사특별위원회 위원장
- 1993.07 ~ 1995.06 제4대 전라북도 전주시의회 후반기 내무위원회 위원장
- 1994.10 ~ 1994.11 제4대 전라북도 전주시의회 실내빙상경기장행정사무조사특별위원회 위원
- 민주당 전북도당 부위원장
- 민주당 전북도당 전주시 완산구 지구당 사무국장
- 1995.07 ~ 1998.06 제5대 전라북도 전주시의회 의원
- 1995.07 ~ 1996.12 제5대 전라북도 전주시의회 전반기 내무위원회 위원
- 1995.07 ~ 1996.12 제5대 전라북도 전주시의회 전반기 예산결산특별위원회 위원
- 1996.12 ~ 1996.12 제5대 전라북도 전주시의회 U대회성공지원특별위원회 위원
- 1997.01 ~ 1998.06 제5대 전라북도 전주시의회 후반기 기획경제위원회 위원
- 1997.01 ~ 1998.06 제5대 전라북도 전주시의회 후반기 예산결산특별위원회 위원장
- 1997.09 ~ 1997.09 제5대 전라북도 전주시의회 전주·완주통합타당성실무조사특별위원회 위원
- 1998.07 ~ 2002.06 제6대 전라북도 전주시의회 의원
- 1998.07 ~ 2000.07 제6대 전라북도 전주시의회 전반기 의장
- 새천년민주당 전북도당 전주시 완산구 지구당 부위원장
- 새천년민주당 전북도당 전주시 완산구 지구당 상무위원회 의장
- 2000.07 ~ 2002.06 제6대 전라북도 전주시의회 후반기 도시건설위원회 위원
- 2000.07 ~ 2002.06 제6대 전라북도 전주시의회 후반기 예산결산특별위원회 위원
- 한국산업관계연구원 연구위원
- 새천년사랑회 운영위원
- 전주시 의정회 회장
- 2012.04 ~ 2014.06 제9대 전라북도의회 의원
- 2012.04 ~ 2014.07 제9대 전라북도의회 전반기 환경복지위원회 위원
- 2014.03 ~ 2014.06 제9대 전라북도의회 후반기 부의장
- 2012.07 ~ 2014.06 제9대 전라북도의회 후반기 윤리특별위원회 위원장
- 2012.07 ~ 2014.06 제9대 전라북도의회 후반기 문화관광건설위원회 위원
- 2012.07 ~ 2014.06 제9대 전라북도의회 후반기 예산결산특별위원회 위원
- 2012.10 ~ 2013.03 제9대 전라북도의회 전라북도프로야구제10구단유치지원특별위원회 위원
- 2013.01 ~ 2014.06 제9대 전라북도의회 지방분권특별위원회 위원

## 역대 선거 결과
|  | 59.9% |

|  | 44.19% |

|  | 0% |

|  | 45.19% |

|  | 42.00% |

|  | 0% |